# Avenida Don Bosco
La avenida Don Bosco es una de las principales avenidas de la ciudad de Piura. Se extiende de sureste a oeste, conectando los distritos de Piura y Veintiséis de Octubre.

## Recorrido
La avenida inicia en el cruce con el jirón Moquegua y la calle Lima, en el distrito de Piura, al margen izquierdo del río Piura. La avenida cruza la avenida Bolognesi (a mediaciones del puente homónimo), Circunvalación, y posteriormente la avenida gira hacia la izquierda. Después, la avenida corta las avenidas Loreto, Sullana, Garcilazo de la Vega, Richard Cushing, San Martín y Guillermo Gulman. Finalmente, cruza las avenidas César Vallejo, Marcavelica, Talara, y finaliza en el cruce con Raúl Mata La Cruz en el distrito de Veintiséis de Octubre. Posteriormente, la avenida es continuada al oeste por la avenida Mario A. Balan por 16 cuadras.